# Conjunt carrer Claudi Güell (Santa Coloma de Cervelló)
El Conjunt del carrer Claudi Güell és una obra del municipi de Santa Coloma de Cervelló (Baix Llobregat) inclosa en l'Inventari del Patrimoni Arquitectònic de Catalunya.

## Descripció
Es tracta d'un conjunt d'habitacions, en un sol edifici, de planta baixa i pis. La planta baixa s'avança en relació al pis, tocant la vorera del carrer. Amb grans portes rectangulars i poques finestres, els baixos es destinen a dependències tipus magatzem, taller i garatge. El pis superior és el destinat a habitatge, situat sobre una terrassa que fa de coberta del pis inferior avançat. Es marquen entre els ressalts del mur quatre habitatges diferenciades que inclouen cadascun dues finestres i una porta obertes sobre la terrassa. Les finestres i porta són de les mateixes dimensions, remarcades per llindes i muntants de maó vist. Aquest material és l'únic element decoratiu, amb el qual també està feta la barana de la terrassa d'accés. L'edifici està fet de maó arrebossat i s'inclouen laminats de ferro i forjats a les finestres.

## Història
La Colònia Güell, està tota ella projectada i construïda entre els anys 1890, data en què es va posar la primera pedra de la fàbrica de filats i teixits de cotó. El 1917 es deturà provisionalment la construcció de l'església i per causa de la mort d'Antoni Gaudí l'any següent ja no es continuà. Els conjunts de casetes per a treballadors estan datats entre els anys 1908 i 1914 en la seva majoria, encara que no consta la data exacta en cap d'ells.